# Institut supérieur d'informatique et de gestion de Kisangani
 (mars 2021).
La mise en forme du texte ne suit pas les recommandations de Wikipédia : il faut le « wikifier ».
Les points d'amélioration suivants sont les cas les plus fréquents. Le détail des points à revoir est peut-être précisé sur la page de discussion.
- Les titres sont pré-formatés par le logiciel. Ils ne sont ni en capitales, ni en gras.
- Le texte ne doit pas être écrit en capitales (les noms de famille non plus), ni en gras, ni en italique, ni en « petit »…
- Le gras n'est utilisé que pour surligner le titre de l'article dans l'introduction, une seule fois.
- L'italique est rarement utilisé : mots en langue étrangère, titres d'œuvres, noms de bateaux, etc.
- Les citations ne sont pas en italique mais en corps de texte normal. Elles sont entourées par des guillemets français : « et ».
- Les listes à puces sont à éviter, des paragraphes rédigés étant largement préférés. Les tableaux sont à réserver à la présentation de données structurées (résultats, etc.).
- Les appels de note de bas de page (petits chiffres en exposant, introduits par l'outil «  Source ») sont à placer entre la fin de phrase et le point final[comme ça].
- Les liens internes (vers d'autres articles de Wikipédia) sont à choisir avec parcimonie. Créez des liens vers des articles approfondissant le sujet. Les termes génériques sans rapport avec le sujet sont à éviter, ainsi que les répétitions de liens vers un même terme.
- Les liens externes sont à placer uniquement dans une section « Liens externes », à la fin de l'article. Ces liens sont à choisir avec parcimonie suivant les règles définies. Si un lien sert de source à l'article, son insertion dans le texte est à faire par les notes de bas de page.
- La présentation des références doit suivre les conventions bibliographiques. Il est recommandé d'utiliser les modèles {{Ouvrage}}, {{Chapitre}}, {{Article}}, {{Lien web}} et/ou {{Bibliographie}}. Le mode d'édition visuel peut mettre en forme automatiquement les références.
- Insérer une infobox (cadre d'informations à droite) n'est pas obligatoire pour parachever la mise en page.

Pour une aide détaillée, merci de consulter Aide:Wikification.
Si vous pensez que ces points ont été résolus, vous pouvez retirer ce bandeau et améliorer la mise en forme d'un autre article.
 (mars 2021).
Si vous disposez d'ouvrages ou d'articles de référence ou si vous connaissez des sites web de qualité traitant du thème abordé ici, merci de compléter l'article en donnant les références utiles à sa vérifiabilité et en les liant à la section « Notes et références ».
L'Institut Supérieur d'Informatique et de Gestion, (I.S.I.G) est un institut supérieur privé situé à Kisangani, dans la Province de la Tshopo en République Démocratique du Congo fondé en 2013 et est situé sur l'avenue 8ème armée n°12 dans la commune de Makiso.

## Histoire
L'ISIG a été créé en avril 2013 à Kinshasa; après sa création il s'implante dans la province de la Tshopo à Kisangani en 2013.

## Sections organisées
- Informatique
- Sciences de Gestion
- les Sciences de Communication

## Statut juridique
Créé à Kisangani le 23 octobre 2013 par Alexandre NGAMBI, l’Institut Supérieur d’Informatique et de Gestion, en sigle ISIG, est un établissement privé de l’Enseignement Supérieur et Universitaire.
Il est autorisé de fonctionner suivant l’arrêté Ministériel n° 144/MINESURS/CABMIN/BCL/MAY/SAY/2013 du 23/10/2013. L’ISIG Kisangani a obtenu son admission à l’agrément suivant l’arrêté ministériel n° 560/MINESU/CAB.MIN/SMM/KGN/LMM/2018 du 22/11/2018 tel que confirmé par la notification n° MINESU/DESP/165/0085/SG/160/0499/2019 du 21 mars 2019.

## Mission
L'Institut Supérieur d'Informatique et de Gestion de Kisangani, en sigle ISIG-KIS, étant un étant un établissement universitaire dans le domaine éducatif vise à former et informer les différentes  couches de la Ville de Kisangani dans les différents domaines de vie.